# Velké Němčice
Velké Němčice (niem. Groß Niemtschitz) − miasto na Morawach, w Czechach, w kraju południowomorawskim.